# Crofton (Wiltshire)
Crofton – przysiółek w Anglii, w Wiltshire Crofton jest wspomniana w Domesday Book (1086) jako Crostone.